# ستافولو
ستافولو هي بلدية في مقاطعة أنكونة في إقليم ماركي الإيطالية، وتقع على بعد حوالي 35 كيلومترًا جنوب غرب أنكونا. اعتبارًا من 31 ديسمبر 2004، كان عدد سكانها 2304 نسمة ومساحتها 27.6 كيلومتر مربع.
تحد ستافولو البلديات التالية: أبيرو، سينجولي، كوبرامونتاناي، جيسي، سان باولو دي جيسي.

## كنائس البلدة
من ضمن كنائس البلدة:
- سان فرانشيسكو
- كيزا ديلا مادونا ديلا كاستيلاريتا
- سانت إيجيديو

## مشاهير
- أليساندرو كوستانتيني ، عازف أرغن وملحن إيطالي ، عم فينسينزو ألبريتشي وشقيق
- فابيو كوستانتيني